# Plaza de las Naciones Unidas

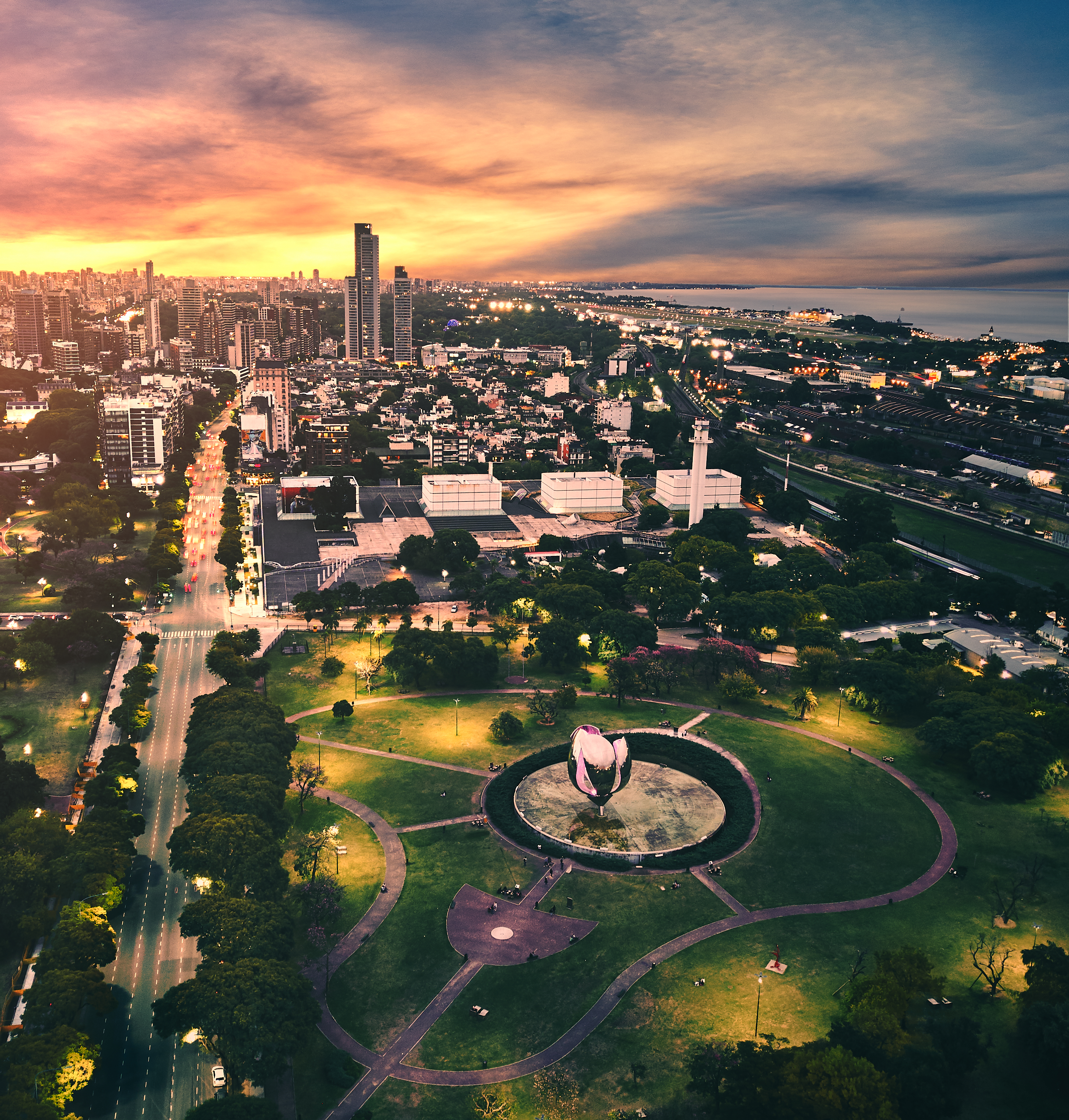
Vista aérea de la plaza de las Naciones Unidas. Al fondo pueden verse las torres Le Parc Figueroa Alcorta y en el centro de la imagen, la azotea del edificio de la Televisión Pública Argentina.

La plaza de las Naciones Unidas se encuentra en el barrio de Recoleta en la Ciudad de Buenos Aires, Argentina. El terreno de la plaza es muy extenso y posee amplias zonas verdes.

## Ubicación
Los límites de la plaza son la Avenida Figueroa Alcorta, las vías de ferrocarril, la Facultad de Derecho de la Universidad de Buenos Aires, la cual se encuentra en la Avenida Figueroa Alcorta 2263 y el Canal 7 de televisión cuyo domicilio es Avenida Figueroa Alcorta 2977.

## Descripción

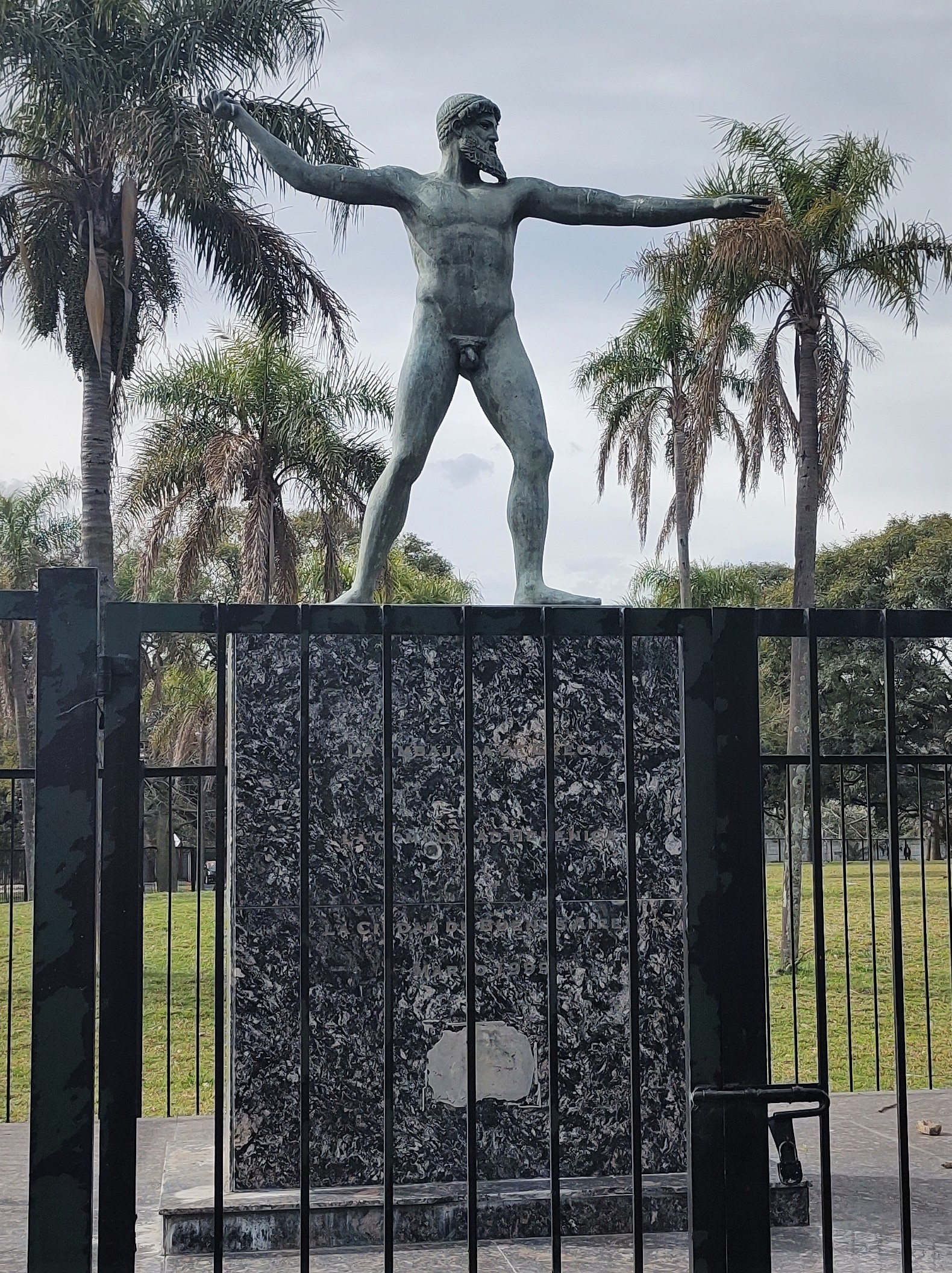
Réplica de Poseidón de Artemisión.

Años atrás estuvo previsto en ese sitio la construcción del Altar de la Patria, un mausoleo proyectado por el gobierno argentino durante la presidencia de María Estela Martínez de Perón.
En el centro de la plaza se halla la escultura Floralis Genérica, rodeada de sendas que se acercan y alejan brindando diferentes perspectivas del monumento; y situada por sobre un espejo de agua, que aparte de cumplir su función estética la protege. Fue obsequiado a la ciudad por el arquitecto argentino Eduardo Catalano e inaugurada el 13 de abril de 2002, con materiales provistos por la empresa de aeronaves Lockheed Martin Aircraft Argentina. Representa una gran flor realizada en acero inoxidable, con esqueleto de aluminio y hormigón armado, que mira en dirección al cielo, extendiendo hacia él sus seis pétalos. Pesa 18 toneladas y tiene 23 metros de alto.
En la cercanía de la esquina de la avenida Figueroa Alcorta con la calle Austria, hay una réplica de 2,10 m de Poseidón de Artemisión, que fue donada por la comunidad griega de Buenos Aires, en 1999.